# Val Masino
Val Masino är en kommun i provinsen Sondrio i regionen Lombardiet i Italien. Kommunen hade 881 invånare (2018).